# عدنان أيوب صبري العزي
عدنان أيوب صبري محمد العزي هو عسكري وسياسي عراقي راحل، شغل منصب وزارية في الحكومات العراقية، وهو مؤسس نادي الزوراء الرياضي.
تخرج في الكلية العسكرية سنة 1947 وكلية الاركان لاحقا. وفي عام 1963، شغل منصب الملحق العسكري بواشنطن، ثم اشتغل بمنصب سكرتير رئيس أركان الجيش.
عُيّن وزير دولة في 30 تموز 1968. وفي 31 كانون الأول 1969، عُيّن وزيرا للنقل والمواصلات ثم وزيرا للمواصلات بعد استحدثت وزارة النقل ووزارة المواصلات سنة 1970، وبقي في المنصب حتى سنة 1972، حيث عين وزيرا للشباب حتى سنة 1974 حيث عُيّن وزيرا للنقل حتى سنة 1976.

## عائلته
كان والده المقدم أيوب صبري محمد العزي آمر الحرس الملكي في بلاط الملك غازي (1933-1939).
أما أخوته فمنهم الدكتور نزار أيوب صبري العزي والسيد هشام أيوب صبري العزي الذي كان يشغل منصب الوكيل الأقدم لوزارة الزراعة والإصلاح الزراعي ثم مستشار وزارة التخطيط والدكتور المهندس محمد أيوب صبري العزي الذي كان يشغل رئاسة مجلس البحث العلمي.
أما أخته سرية أيوب صبري العزي فكانت مديرة مدرسة النهوض في الأعظمية.
أما أبناؤه فهم عماد وعقيل وعمار وعرفان، وقد كان ابنه عماد رياضيا في مسابقة الفروسية وبطل العراق في هذه اللعبة لعدة سنوات، كما كان خريجا من الكلية العسكرية وتدرج إلى رتبة عميد، وعمل في نادي الزوراء لفترة طويلة رياضيا وإداريا، وتوفي في 9 كانون الأول 2017.